# 千早村
千早村（ちはやむら）は、大阪府南河内郡にあった村。現在の千早赤阪村の南半にあたる。

## 地理
- 山岳：金剛山
- 河川：千早川

## 歴史
- 1889年（明治22年）4月1日 - 町村制の施行により、石川郡中津原村・吉年村・小吹村・東阪村・千早村の区域をもって発足。
- 1896年（明治29年）4月1日 - 所属郡が南河内郡に変更。
- 1956年（昭和31年）9月30日 - 赤阪村と合併して千早赤阪村が発足。同日千早村廃止。

## 交通

### 鉄道路線
現在は旧村域で金剛山ロープウェイが運行されているが、当時は未開業。

## 名所・旧跡・観光スポット・祭事・催事
- 楠木七城
  - 千早城
- 千早神社